# Galde
Galde er det sekret, leveren udskiller til tarmen.
Det har til formål at emulgere fedt, så det kan optages i kroppen.
Galde består hovedsageligt af vand, lecitin (fosfolipider), kolesterol, galdesalte og galdesyre. Desuden indeholder det forskellige nedbrydningsprodukter fra kroppen.
Galdesæbe indeholder galdeenzymer og er et kendt middel til at fjerne pletter.

## Galdesalte
Galdesalte og galdesyre dækker over det samme: stoffer dannet i leveren ved at modificere kolesterol; de er kroppens væsentligste måde at fjerne kolesterol på.
Store dele af galdesyren genoptages og genudskilles mange gange.